# Notiophygus proavus
Notiophygus proavus is een keversoort uit de familie Discolomatidae. De wetenschappelijke naam van de soort is voor het eerst geldig gepubliceerd in 1957 door John.